# Makuyu
Makuyu – miasto w Kenii, w hrabstwie Murang'a. 
Według danych ze spisu powszechnego w 2019 roku liczyło 8021 mieszkańców – 3942 mężczyzn i 4079 kobiet.